# Berlandina meruana
Berlandina meruana är en spindelart som först beskrevs av Raymond Comte de Dalmas 1921.  Berlandina meruana ingår i släktet Berlandina och familjen plattbuksspindlar. Inga underarter finns listade.